# Rankin (Pennsylvania)
Rankin  è una borough degli Stati Uniti d'America, nella contea di Allegheny nello Stato della Pennsylvania. Secondo il censimento del 2000 la popolazione è di 2.315 abitanti.

## Società

### Evoluzione demografica
La composizione etnica vede una prevalenza della razza afroamericana (69,33%), seguita da quella bianca (27,99%), dati del 2000.
| borough di Leetsdale Popolazione |       |
| 2000                             | 2.315 |
| Stima al 01-07-07                | 2.124 |